# 柴田善臣

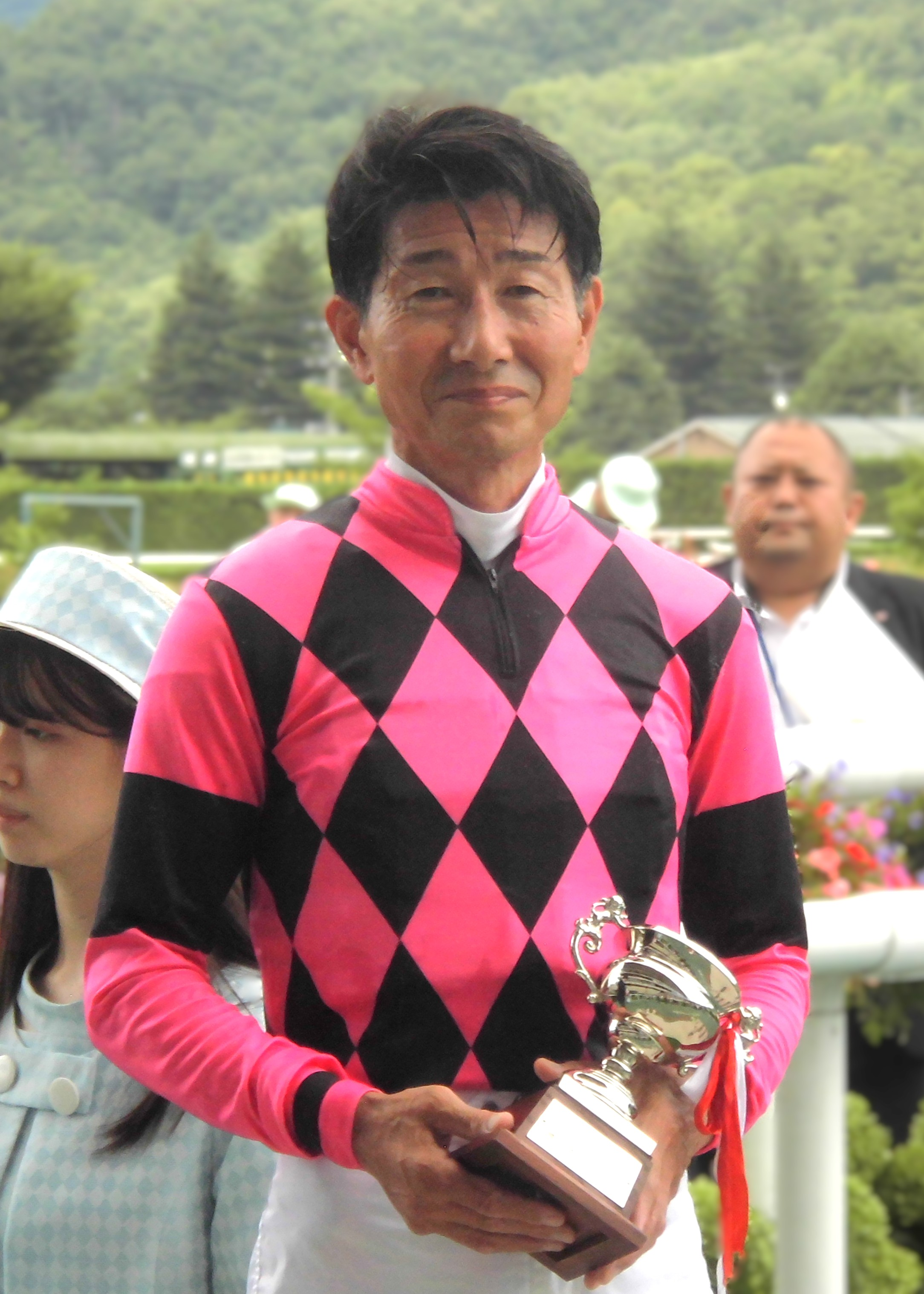
柴田善臣 (2023)

柴田善臣（1966年7月30日－），是日本中央競馬會所屬騎師，青森縣東北町出身，隸屬於美浦訓練中心，為現時日本最年長的現役騎師，堂弟柴田博之是棒球運動員。

## 簡歷
柴田善臣的叔父柴田政見、柴田政人、柴田利秋在騎師時代被稱為「柴田三兄弟」，因此他亦是出身於賽馬世家。
1985年，他與須貝尚介、石橋守等人成為日本中央競馬會競馬學校第一屆騎師課程畢業生，是練馬師中野隆良的徒弟（亦是南田美知雄的同門師弟），並於同年成為關東冠軍見習騎師，2002至2004年榮獲日本關東冠軍騎師。
2022年，獲日本政府頒發黃綬褒章。

## 主要勝利
- 秋季天皇賞 - (2) - 也文攝輝 (1993), 越位陷阱(1998)
- 寶塚紀念 - (1) - 中山慶典 (2011)
- 伊丽莎白女王杯 - (1) - Rainbow Dahlia (2012)
- NHK一哩賽 - (1) - 幸運樹 (1996)
- 安田紀念賽 - (2) - 也文攝輝 (1993), 一路通(2014)
- 高松宮紀念 - (2) - 帝皇光輝 (2000), 我情可待 (2006)